# Lucanus tetraodon argeliensis
Lucanus tetraodon argeliensis es una subespecie de la especie Lucanus tetraodon,  coleóptero de la familia Lucanidae.

## Distribución geográfica
Habita en África del Norte.